# Médaille Bigsby
Pour les articles homonymes, voir Bigsby.
La médaille Bigsby est une récompense scientifique dans le domaine de la géologie décernée par la Geological Society of London.
La médaille est nommée d'après John Jeremiah Bigsby (1792-1881).

## Lauréats
- 1877 : Othniel Charles Marsh
- 1879 : Edward Drinker Cope
- 1881 : Charles Barrois
- 1883 : Henry Hicks
- 1885 : Alphonse Renard
- 1887 : Charles Lapworth
- 1889 : Jethro Justinian Harris Teall
- 1891 : George Mercer Dawson
- 1893 : William Johnson Sollas
- 1895 : Charles Doolittle Walcott
- 1897 : Clement Reid
- 1899 : Tannatt William Edgeworth David
- 1901 : George William Lamplugh
- 1903 : Henri Mark Ami
- 1905 : John Walter Gregory
- 1907 : Arthur William Rogers
- 1909 : John Smith Flett
- 1911 : Othenio Abel
- 1913 : Thomas Henry Holland
- 1915 : Henry Hubert Hayden
- 1917 : Robert George Carruthers
- 1919 : Douglas Mawson
- 1921 : Lewis Leigh Fermor
- 1923 : Edward Battersby Bailey
- 1925 : Cyril Workman Knight
- 1927 : Bernard Smith (géologue)
- 1929 : Percy George Hamnall Boswell
- 1931 : Norman Levi Bowen
- 1933 : Edward James Wayland
- 1935 : Herbert Harold Reading
- 1937 : Cecil Edgar Tilley
- 1939 : Arthur Elijah Trueman
- 1941 : Cyril James Stubblefield
- 1943 : George Martin Lees
- 1945 : Lawrence Rickard Wager
- 1947 : George Hoole Mitchell
- 1949 : William Quarrier Kennedy
- 1951 : Edwin Sherbon Hills
- 1953 : Kingsley Charles Dunham
- 1955 : Percy Edward Kent
- 1957 : Harry Blackmore Whittington
- 1959 : Basil Charles King
- 1961 : Alwyn Williams
- 1963 : Wallace Spencer Pitcher
- 1965 : John Sutton
- 1965 : Janet Vida Watson
- 1967 : Frank Harold Trevor Rhodes
- 1969 : Richard Gilbert West
- 1971 : Frederick John Vine
- 1973 : John Graham Ramsay
- 1975 : Drummond Hoyle Matthews
- 1977 : Brian Windley
- 1979 : Ronald Oxburgh
- 1981 : Alan Gilbert Smith
- 1983 : Keith O'Nions
- 1985 : Robert Stephen John Sparks
- 1987 : Nick Kusznir
- 1989 : Trevor Elliott
- 1991 : Robert Stephen White (en)
- 1993 : Julian Anthony Pearce
- 1995 : Andrew Benjamin Smith
- 1997 : James A. Jackson (en)
- 1999 : Celal Sengor (en)
- 2001 : Nicholas Jeremiah White
- 2003 : Paul Nicholas Pearson
- 2005 : Jon Blundy
- 2006 : Jonathan Lloyd
- 2007 : Philip C. J. Donoghue
- 2008 : Christopher John Ballentine
- 2009 : Chris Turney (en)
- 2010 : Sara Russell
- 2011 : Alexander Logan Densmore
- 2012 : Geoffrey Duller
- 2013 : Christopher Jackson
- 2014 : John Maclennan
- 2015 : Daniel Parsons
- 2016 : Liane G. Benning
- 2017 : Caroline Lear (en)
- 2018 : Simon Poulton
- 2019 : Emily Rayfield (en)
- 2020 : Bridget Wade (en)
- 2021 : Marie Edmonds (en)
- 2022 : Catherine Annen